# 土卫十

土卫十一軌道動畫 - 旋轉參考系統
土星·
土卫十·
土卫十一

土卫十又稱為「傑努斯」(S/1980 S 1, Janus)，是环绕土星运行的一颗卫星。它绕土星一周约需要0.7天的时间，自转一周需要9小时。
曾經被錯認為另一顆衛星泰美斯，不過最後確認泰美斯和土衛十是同一個衛星。

## 概述
土衛十在20世紀初期時便有了發現的報告，但是長時間以來都無法確認其存在。
19世紀末美國天文學家威廉·亨利·皮克林於發現土衛九後，宣稱在攝影乾版上又發現一顆新衛星；並將之命名為泰美斯，但是之後就再也沒有人能找到這顆衛星，因此泰美斯被認為是皮克林的誤報。
在皮克林宣稱發現泰美斯60年後的1966年，法國天文學家Audouin Charles Dollfus報告發現了新衛星。當初被以為是找回了泰美斯，不過後來則認為是新的衛星，因此另以羅馬神話中的門神雅努斯命名。然而，和泰美斯相同；除了Dollfus的報告之外，再也沒有人能找到這顆衛星。
直到1979年到1980年間，先鋒11號探測土星時；發現了幾顆新的衛星，日後確認了其中三顆衛星是同一顆衛星。而後更確認該顆衛星和Dollfus所發現的雅努斯是同一顆衛星，至此土衛十終於確認了其存在。

## 表面特徵

### 撞擊坑
土衛十上的撞擊坑，以和希臘神話中卡斯托耳和波魯克斯有關的人物命名。
| 名稱           | 名字來源                                         |
| -------------- | ------------------------------------------------ |
| 卡斯托耳撞擊坑 | 卡斯托耳，斯巴達王子，生父是斯巴達國王廷達柔斯。 |
| 伊達斯撞擊坑   | 伊達斯，埃及王子，埃古普托斯的50個兒子之一。     |
| 林叩斯撞擊坑   | 林叩斯，阿爾戈斯之王，埃古普托斯的50個兒子之一。 |
| 福柏撞擊坑     | 福柏，留西帕斯的女兒。                           |

## 图集

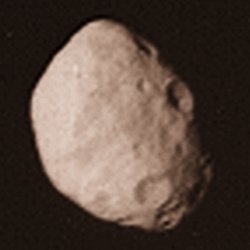
1981-08-25旅行者2号上拍摄的土卫十.
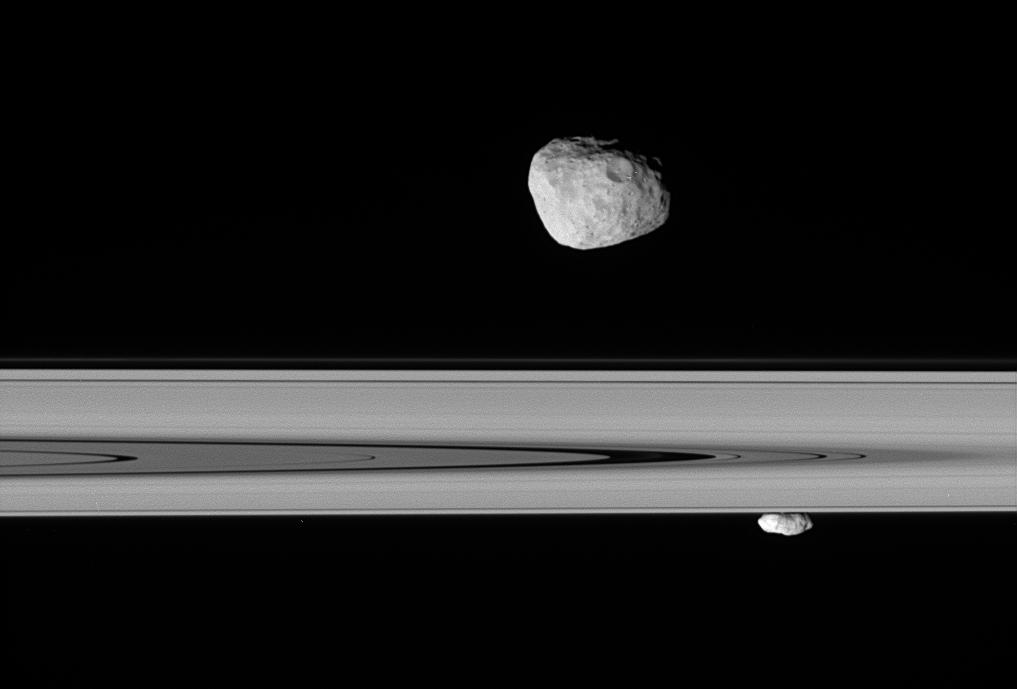
2006-04-29卡西尼号拍摄的土星环上的土卫十和土卫十六.
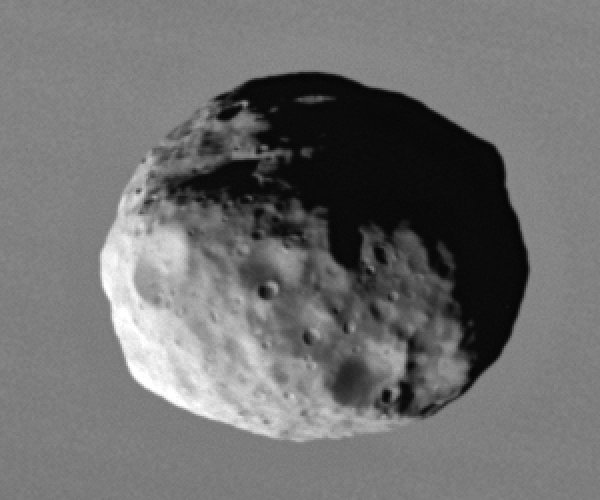
2006-09-25卡西尼号拍摄的土星前的土卫十.
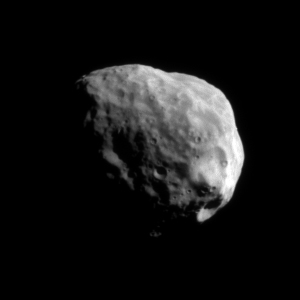
2008-02-20卡西尼号拍摄的土卫十.
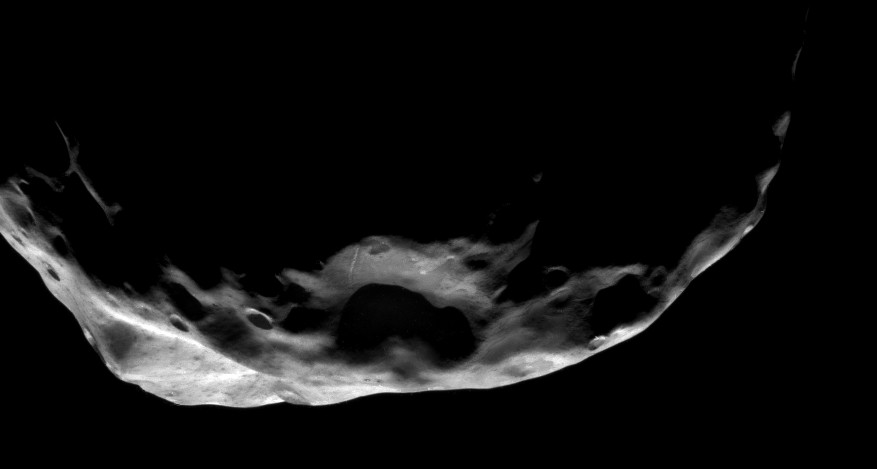
土卫十的新月(2008-06-30).